# Peyton Kennedy
Peyton Kennedy (Toronto, 4 januari 2004) is een Canadees actrice.

## Carrière
Kennedy studeerde aan het Canadian Model and Talent Convention en brak door als Dr. O in de kinderserie Odd Squad. Verder speelde ze in films als Lavender, The Captive en XX. En rol die haar bekend maakte bij een breder publiek is die van Kate Messner in Everything Sucks! waar ze een tienermeisje speelt die op zoek is naar haar geaardheid. Tussen 2018 en 2019 speelde ze mee in Grey's Anatomy. Ze won tal van filmprijzen als kind en prijzen voor nieuw talent.
In 2022 speelde ze in Pond Life de rol van Ellie en in 2023 in de kortfilmen Young People en Pruning.

## Filmografie

### Films
| Jaar | Film                      | Rol          |
| ---- | ------------------------- | ------------ |
| 2012 | An Officer and a Murderer | Gwen Pelway  |
| 2014 | The Captive               | Young Cass   |
| 2014 | Cut Bank                  | Rosie        |
| 2016 | American Fable            | Gitty        |
| 2016 | Lavender                  | Young Jane   |
| 2016 | Odd Squad: The Movie      | Dr. O        |
| 2017 | XX                        | Jenny Jacobs |
| 2017 | Cardinals                 | Julie        |
| 2020 | What the Night Can Do     | Luana Cole   |
| 2022 | Pond Life                 | Ellie        |

### Series
| Jaar      | Serie             | Rol                    | Extra   |
| --------- | ----------------- | ---------------------- | ------- |
| 2013      | Copper            | Clara Purvis           | 1 afl.  |
| 2014      | Hannibal          | Little girl            | 1 afl.  |
| 2014-2017 | Odd Squad         | Dr. O                  | 28 afl. |
| 2015      | Between           | Annie                  | 2 afl.  |
| 2015-2022 | Murdoch Mysteries | Mary Pickford          | 2 afl.  |
| 2016      | Killjoys          | Xosia                  | 1 afl.  |
| 2017      | Taken             | Mattie Glynn           | 1 afl.  |
| 2018      | Everything Sucks! | Kate Messner           | 10 afl. |
| 2018-2019 | Grey's Anatomy    | Betty Nelson / Britney | 12 afl. |
| 2020      | Borrasca          | Whitney Walker         | 3 afl.  |

### Prijzen en nominaties
| Jaar | Prijs                    | Categorie                                                                                      | Film/Serie           | Resultaat   |
| ---- | ------------------------ | ---------------------------------------------------------------------------------------------- | -------------------- | ----------- |
| 2013 | Young Artist Awards      | Best Performance in a Short Film                                                               | The Offering         | Genomineerd |
| 2014 | Young Artist Award       | Best Performance in a Short Film                                                               | To Look Away         | Gewonnen    |
| 2014 | The Joey Awards          | Young Actress Age 9 or Younger in a TV Series Drama or Comedy Guest Starring or Principal Role | Copper               | Genomineerd |
| 2014 | The Joey Awards          | Young Actress Age 9–10 in a Short Film                                                         | Dorsal               | Genomineerd |
| 2014 | The Joey Awards          | Young Actress in a Feature Film Principle or Supporting Role                                   | The Captive          | Gewonnen    |
| 2015 | Young Artist Award       | Best Performance in a Short Film                                                               | Dorsal               | Genomineerd |
| 2015 | Young Artist Award       | Best Performance in a TV Series – Recurring Young Actress 10 and Under                         | Odd Squad            | Gewonnen    |
| 2015 | The Joey Awards          | Best Actress in a TV Comedy or Action Recurring Role                                           | Odd Squad            | Gewonnen    |
| 2015 | The Joey Awards          | Best Young Ensemble in a TV Series                                                             | Odd Squad            | Gewonnen    |
| 2015 | The Joey Awards          | Best Actress in a TV Drama Featured Role 10–19 Years                                           | Between              | Genomineerd |
| 2016 | Young Artist Award       | Best Performance in a TV Series                                                                | Odd Squad            | Genomineerd |
| 2016 | Young Artist Award       | Best Performance in a TV Movie, Miniseries, or Special – Leading Young Actress                 | Murdoch Mysteries    | Genomineerd |
| 2016 | Savannah Film Festival   | Breakout Performance                                                                           | American Fable       | Gewonnen    |
| 2016 | The Joey Awards          | Best Young Ensemble in a TV Series                                                             | Odd Squad            | Genomineerd |
| 2016 | The Joey Awards          | Best Actress in a Feature Film or Made for TV/Straight to video Feature Featured Role          | Odd Squad: The Movie | Gewonnen    |
| 2017 | Canadian Film Festival   | Best Breakout Performance                                                                      | Sunny Side Up        | Gewonnen    |
| 2017 | Young Entertainer Awards | Best Leading Young Actress in an Independent or Film Festival Feature Film                     | American Fable       | Genomineerd |
| 2019 | Young Artist Award       | Best Ensemble Performance in a Streaming Series or Film                                        | Everything Sucks!    | Genomineerd |

- Library of Congress Control Number: no2017107593
- Virtual International Authority File: 146150323917309972684
- WorldCat: E39PBJmdpqhKC7btCr8rbPXDbd